# 안흥찬
안흥찬(1972년 5월 13일 ~ )은 크래쉬의 베이시스트이자 보컬이다. 창법은 가성구진동(속칭: 육성 스크리밍)을 사용하는 보컬이고, 서태지와 아이들의 교실 이데아, 내 맘이야에 백보컬로 참여하기도 했다. 